# Ilustre Colegio de la Abogacía de Bizkaia
El Ilustre Colegio de la Abogacía de Bizkaia (en euskera: Bizkaiko Abokatuen Elkargo Ohoretsua) es una corporación profesional de derecho público que agrupa a los abogados de Vizcaya y a la que deben pertenecer los abogados para poder ejercer la abogacía.
Es parte del Consejo General de la Abogacía Española (CGAE) que reúne a los 83 colegios de abogados de España, los cuales agrupan a todos los abogados y abogadas de toda España.

## Historia
El Ilustre Colegio de la Abogacía de Bizkaia se fundó el 11 de julio de 1838 en el Ayuntamiento de Bilbao por convocatoria de José Javier de Goytia que fue el primer Decano por ser el Abogado más antiguo de la Villa.
La primera mujer colegiada fue Victoria Uribe Laso, admitida en enero de 1936.
Hasta el año 2018 el nombre oficial del colegio era Ilustre Colegio de Abogados del Señorío de Vizcaya - Bizkaia Jaurerriko Abokatuen Bazkun Ohoretsua, pero en 2018 con los nuevos estatutos se decidió cambiar el nombre oficial a Colegio de la Abogacía de Bizkaia - Bizkaiko Abokatuen Elkargo Ohoretsua, cambiando también el logo del ICAB.

## Organización
El colegio es el órgano de gobierno de todos los abogados que estén colegiados en él. Para colegiarse es obligatorio estar en posesión del título de abogado (el título que expide el Ministerio de Justicia tras la superación de la prueba de acceso).
El ICA Bizkaia está organizado con una Junta de Gobierno que está formada por el Decano del Colegio, 11 diputados, un tesorero y un secretario. El actual decano del Colegio es Carlos Fuentenebro.
El colegio es el órgano de gobierno de todos los abogados que estén colegiados en él y es quien sanciona a los abogados, quien les suspende del ejercicio, quien les habilita, quien les da ayuda... El colegio también es el que organiza los turnos de guardia y los abogados de oficio para garantizar que todo el mundo tiene derecho a defensa jurídica.
Forma parte del Consejo General de la Abogacía Española que reúne a los Colegios de Abogados de toda España. En el año 2020 contaba con un total de 4.846 abogados colegiados, 3.492 colegiados como abogados ejercientes y 1.354 colegiados como no ejercientes. 
La sede principal del Ilustre Colegio de la Abogacía de Bizkaia se sitúa en el edificio conocido como Casa Aburto, en Rampas de Uribitarte, 3. El Colegio ocupa el edificio entero, después de la  Rehabilitación y Restauración que se llevó a cabo el año 1995  en base a un Proyecto firmado por el arquitecto Roberto Bosqued García y visado en el Colegio Oficial de Arquitectos Vasco-Navarro el 13 de febrero de 1995, con licencia de obra del Ayto. de Bilbao de fecha 28 de abril de 1995 (expte.: 94-1062-34 M), la obra de Rehabilitación y Restauración realizada por Proyectos y Construcciones Albatros, S.A. concluyó el 29 de julio de 1996, bajo la dirección de los arquitectos Roberto Bosqued y  Eduardo Martín y el arqto. técnico Javier Mendez, de manera que cada planta corresponde con un servicio colegial (salón de actos, salas de reuniones y togas, contabilidad y salas multiusos, decanato, conferencias y comisiones, secretaría, biblioteca, salas de vistas, salas de formación, escuela de práctica jurídica ....). En el año 2021, el edificio fue nombrado Bien Cultural de Protección Especial con categoría de Monumento por el Gobierno Vasco.

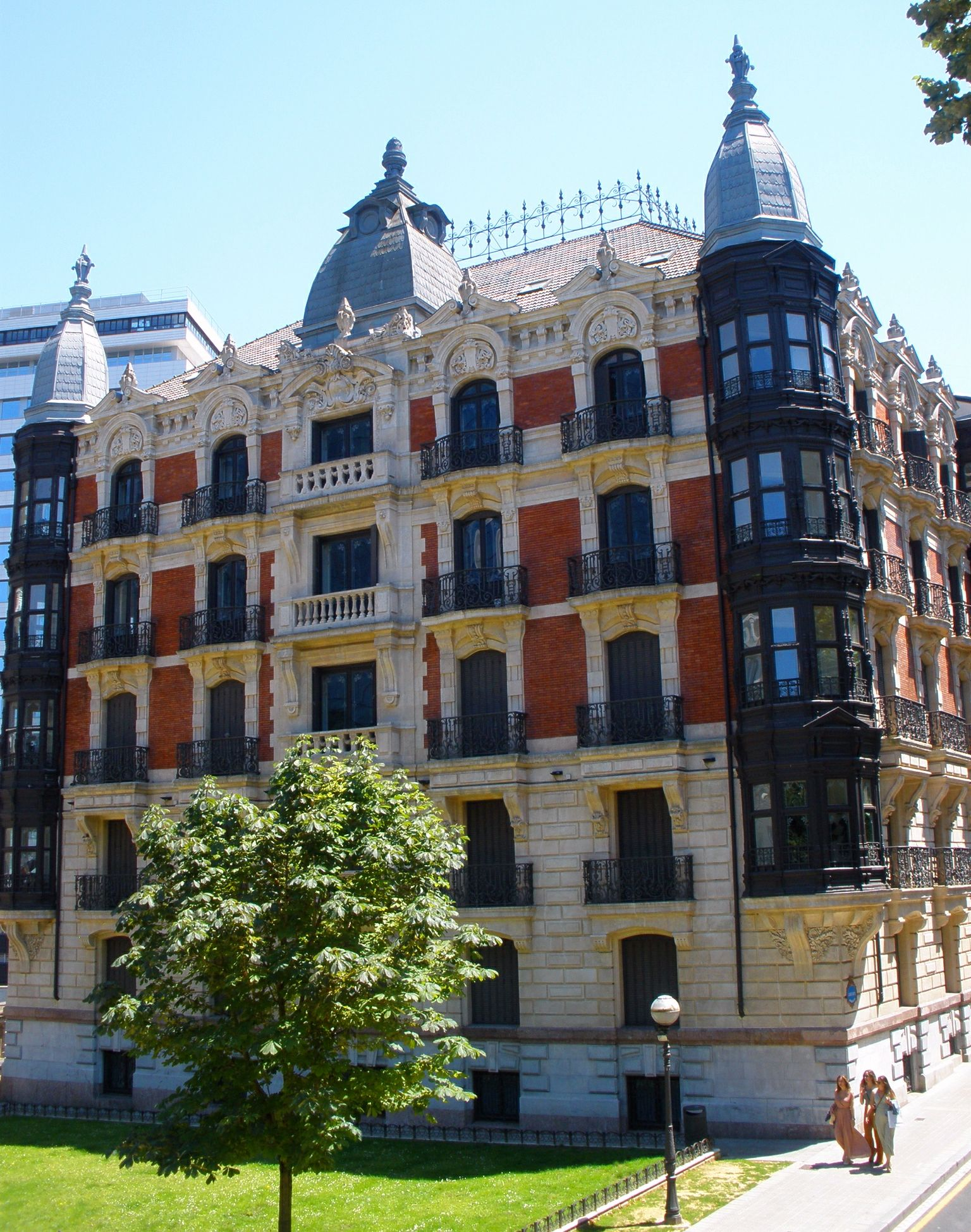
Casa Aburto (Bilbao), sede principal del Ilustre Colegio de la Abogacía de Bizkaia

## Lista de decanos
- Maite Morillo Quintanilla (2023-)[14][15][16]
- Carlos Fuentenebro (2013-2023)
- Nazario De Oleaga Páramo (2003-2013)[17]
- Eduardo Escribano Villán (1998-2003)
- Carlos Suárez González (1988-1998)[18][19]
- Juan María Vidarte de Ugarte[20]
- José Javier de Goytia (1838)

## Abogados colegiados
En el año 2020, el Ilustre Colegio de la Abogacía de Bizkaia contaba con 4846 abogados colegiados según los datos oficiales del CGAE.

## Escuela de Práctica Jurídica
El ICA Bizkaia cuenta también con la Escuela de Práctica Jurídica “Pedro Ibarreche”, creada en 1986, que ofrece formación en abogacía a los graduados en Derecho. La escuela ofrece el Máster de Acceso a la Abogacía junto con la Universidad de Deusto y también imparte docencia en el Máster de Acceso a la Abogacía de la Universidad del País Vasco.